# Campeonato Nacional de Futebol de Praia de 2018
O Campeonato Nacional de 2018 foi a 9ª edição da Campeonato de Elite de Futebol de Praia, desde que a prova é organizada pela FPF e o 15º torneio nacional de futebol de praia. 
O SC Braga conquistou o seu 5º título nacional.

## Elite
A primeira fase consiste numa sistema por pontos, todos contra todos a uma mão (7 jogos cada equipa).
A segunda fase é disputada na forma de play-off num sistema por pontos.

## Divisão de Elite

### 1ª fase
| Equipa       | J | V | V+ | D | GM | GS | DG  | Pts |
| ------------ | - | - | -- | - | -- | -- | --- | --- |
| Sporting CP  | 7 | 7 | 0  | 0 | 48 | 25 | +23 | 21  |
| SC Braga     | 7 | 6 | 0  | 1 | 42 | 24 | +18 | 18  |
| CB de Loures | 7 | 4 | 0  | 3 | 28 | 28 | +0  | 12  |
| CD Nacional  | 7 | 3 | 1  | 3 | 24 | 28 | -4  | 10  |
| GRAP         | 7 | 3 | 0  | 4 | 31 | 39 | -8  | 7   |
| Leixões SC   | 7 | 2 | 0  | 5 | 29 | 39 | -10 | 6   |
| Vitória FC   | 7 | 1 | 0  | 6 | 24 | 30 | -6  | 3   |
| Varzim FC    | 7 | 1 | 0  | 6 | 24 | 37 | -13 | 3   |

|              | SCP | SCB | CBL | CDN | GRAP | LSC | VFC | VAR  |
| Sporting CP  | –   | 7–5 | 5–1 |     |      |     | 6–5 | 10–5 |
| SC Braga     |     | –   |     |     | 7–2  | 9–7 | 2–1 |      |
| CB de Loures | 3–5 | 1–7 | –   | 4–1 |      |     |     |      |
| CD Nacional  | 3–7 | 1–5 |     | –   | 6-6  |     |     |      |
| GRAP         |     |     | 5–8 |     | –    | 6–4 | 6–5 |      |
| Leixões SC   | 3–8 |     | 5–3 | 2–6 |      | –   |     | 2–3  |
| Vitória FC   |     |     | 2–3 | 3–4 |      | 4–6 | –   | 4–3  |
| Varzim SC    |     | 5–7 | 3–6 | 1–3 | 4–5  |     |     | –    |
| ------------ | --- | --- | --- | --- | ---- | --- | --- | ---- |

- Nota: Vitória após prolongamento dá direito a 2 pontos, e após desempate por penaltis apenas 1 ponto.

### Play-Off Campeão
http://resultados.fpf.pt/Competition/Details?competitionId=16886&seasonId=98
| Equipa       | J | V | V+ | D | GM | GS | DG  | Pts |
| ------------ | - | - | -- | - | -- | -- | --- | --- |
| SC Braga     | 3 | 3 | 0  | 0 | 23 | 5  | +18 | 9   |
| Sporting CP  | 3 | 2 | 0  | 1 | 16 | 10 | +6  | 6   |
| CB de Loures | 3 | 1 | 0  | 2 | 7  | 17 | -10 | 3   |
| CD Nacional  | 3 | 0 | 0  | 3 | 6  | 20 | -14 | 0   |

|              | SCB | SPO | CBL | CDN |
| SC Braga     | –   |     | 9–3 |     |
| Sporting CP  | 2–5 | –   |     |     |
| CB de Loures |     | 1–6 | –   | 3–2 |
| CD Nacional  | 0–9 | 4–8 |     | –   |
| ------------ | --- | --- | --- | --- |

- Nota: Vitória após prolongamento dá direito a 2 pontos, e após desempate por penaltis apenas 1 ponto.

### Play-Out Despromoção
| Equipa     | J | V | V+ | D | GM | GS | DG | Pts |
| ---------- | - | - | -- | - | -- | -- | -- | --- |
| Leixões SC | 3 | 2 | 0  | 1 | 11 | 8  | +3 | 6   |
| GRAP       | 3 | 1 | 1  | 1 | 11 | 9  | +2 | 4   |
| Vitória FC | 3 | 1 | 1  | 1 | 12 | 11 | +1 | 4   |
| Varzim FC  | 3 | 0 | 0  | 3 | 9  | 15 | -6 | 0   |

|            | LSC | GRAP | VFC | VAR |
| Leixões SC | –   |      | 5-5 | 4–2 |
| GRAP       | 1–2 | –    |     |     |
| Vitória FC |     | 3-3  | –   | 4–3 |
| Varzim FC  |     | 4–7  |     | –   |
| ---------- | --- | ---- | --- | --- |

- Nota: Vitória após prolongamento dá direito a 2 pontos, e após desempate por penaltis apenas 1 ponto.

Vitória FC e Varzim SC despromovidos à Divisão Nacional